# Stenodrina paupera
Stenodrina paupera är en fjärilsart som beskrevs av Hugo Theodor Christoph 1855. Stenodrina paupera ingår i släktet Stenodrina och familjen nattflyn. Inga underarter finns listade i Catalogue of Life.